# Pitcairnia multiramosa
Pitcairnia multiramosa är en gräsväxtart som först beskrevs av Carl Christian Mez, och fick sitt nu gällande namn av Carl Christian Mez. Pitcairnia multiramosa ingår i släktet Pitcairnia och familjen Bromeliaceae. Inga underarter finns listade i Catalogue of Life.